# 异形大战铁血战士
《异形大战铁血战士》（英語：Alien vs. Predator）是2004年的美国科幻电影，由保罗·W·S·安德森执导并编剧，20世纪福斯发行，主要演员包括桑娜·莱瑟、兰斯·亨利克森、雷欧·波瓦、艾文·布莱纳和科林·萨蒙。本片是跨界作品，将《異形》和《铁血战士》两个系列中的虚构生物放到了一起，这一思路来源于1989年的同名漫画书。情节上属于《异形》系列的前传。安德森、丹·欧班农和罗纳德·舒赛特共同创作了这个故事，这过程还受到了艾利希·馮·丹尼肯作品和阿茲特克神話的影响。
电影的时代背景是2004年，由亿万富翁查尔斯·韦兰德集结的考古学家團前往南极洲，对地下的神秘热源进行调查。他们在捕鲸站的地表以下发现了金字塔。一行人进入后在其中发现了许多象形文字和雕塑，其中的信息提示这个金字塔竟是铁血战士猎杀异形的迷宫式战场，猎杀过程相当于铁血战士的成年礼。人类被夹在这两种生物之间，设法求生的同时，也要阻止异形到达地表。
电影于2004年8月13日在北美上映，获得的评价以负面为主。部分影评人称赞了电影的特技效果和布景设计，其他多数人则批评了电影“呆若木鸡的对白”和“硬纸板般的角色”。尽管如此，《异形大战铁血战士》仍然获得了商业上的成功，全球票房超过1.72亿美元。2007年，本片的续集《異獸戰2》也得以上映。

## 剧情
2004年，一颗人造卫星在南极洲以北约1600公里的布韦岛地下检测到一个神秘的热源。亿万富翁，跨国通讯公司韦兰实业的老板查尔斯·畢夏普·韦兰集结了一队科学家前往该地进行调查。这些人中包括考古学家、语言学专家、钻井工人、雇佣兵和一位叫亚历克萨·伍兹的向导。
一艘太空船进入地球轨道朝热源所在地发射出一股股光束，将地面的冰层破开形成一条通道。人类的调查组到达目的地后，看到那里有一个废弃的捕鲸站，同时也发现了一条通往地下的巨大通道。从通道进入后，他们发现自己置身一个巨大且神秘的金字塔内，然后开始对其进行探索。他们发现许多象形文字和雕刻，显示出早在有文字记载以前地球上就有了文明存在，他们还发现了一个祭祀室，里面有多具人类遗骨，并且都有数条肋骨断裂。
与此同时，一艘太空船在岛的另一端降落，三名铁血战士走出飞船，很快杀死了留守地面的人类，然后从通道进入地下金字塔。一只异形皇后从低温晕迷下甦醒，并且开始产蛋，金字塔内的自动控制系统把这些蛋送到了祭祀室并封死了这个房间的门，蛋很快孵化，窜出的抱臉蟲扑到被困人类的脸上，从他们的嘴部钻入体内，以寄生虫的形式在胸腔中快速成长，然后再从人的胸部破口而出，快速生长成大只的成年异形。
其他人从象形文字和雕刻中明白了自己的处境，原来铁血战士早在数千年前就已经开始来地球，他们教会了人类如何建造金字塔，并被后者当成神来崇拜。他们每100年会来一次地球，杀死异形正是其成年仪式的核心环节，而人类在这个过程中扮演的角色就是充当寄主，让异形的幼虫可以变为成虫供铁血战士猎杀。如果铁血战士失败反遭异形所杀，那么其自毁系统就将摧毁金字塔以及附近的文明。金字塔内的热源不但可以用来唤醒异形皇后，还能起到把人类吸引过来以便培育异形的作用。
进入金字塔的铁血战士很快与人类发生接触，成年的异形也发动了攻击，多名人类死亡，两名铁血战士也被异形所杀。余下的人认为已是在劫难逃，于是决定必须让铁血战士获胜，防止异形到达地面。随着混战的继续，人类一个接一个地死在异形或铁血战士的手下，许多还成了新的宿主培养出更多的异形，最后只剩下向导亚历克萨和一个铁血战士面对众多异形，亚历克萨决定帮助这个“敌人的敌人”，铁血战士明白她的意图于是也没有杀她，他们合作对抗异形，利用铁血战士的自毁装置炸毁了整个金字塔并逃至地表。但异形皇后也没有死而追杀过来。大战最后，异形皇后被打入海底，但铁血战士也伤重而死。
一艘铁血战士的飞船出现，多位铁血战士上前抬走了铁血战士的尸体，并且视亚历克萨为一位勇士而向她致敬。正在他们的太空船离开地球的途中，一只小異形从铁血战士的体内窜出。

## 演员
- 桑娜·莱瑟（Sanaa Lathan）饰亚历克萨·伍兹（Alexa Woods），曾对南极和北极环境进行过数月探索的一位经验丰富的向导。
- 兰斯·亨利克森饰查尔斯·畢夏普·韦兰（Charles Bishop Weyland），韦兰实业的老板，亿万富翁，此次探索行动的组织者。
- 雷欧·波瓦饰塞巴斯蒂安·德罗莎（Sebastian De Rosa），意大利考古学家，能够翻译金字塔内的象形文字。
- 艾文·布莱纳饰格雷姆·米勒（Graeme Miller），探险队成员。
- 科林·萨蒙饰麦克斯维尔·“麦克斯”·斯塔福德（Maxwell "Max" Stafford），韦兰德的助手。
- 汤米·弗拉纳根饰马克·弗海登（Mark Verheiden），探险队的一名雇佣兵。
- 约瑟夫·拉伊（Joseph Rye）饰乔·康纳斯（Joe Connors），探险队成员。
- 阿嘉特·德拉保莱尔（Agathe de La Boulaye）饰阿黛尔·卢梭（Adele Rousseau），探险队的一名雇佣兵。
- 卡尔斯腾·诺尔加拉德（Carsten Norgaard）饰鲁斯汀·奎恩（Rustin Quinn），探险队的一名雇佣兵。
- 丽兹·梅·布赖斯（Liz May Brice）饰赛琳娜，探险队长。
- 萨姆·特罗顿（Sam Troughton）饰托马斯·“汤姆”·帕克斯（Thomas "Tom" Parkes），探险队成员。
- 伊恩·怀特（Ian Whyte）扮演领头的一个铁血战士，是三个到地球猎杀异形作为成年仪式的铁血战士之一，其角色在电影的演员表中称为“伤疤”（"Scar"）。
- 小汤姆·伍德鲁夫（Tom Woodruff, Jr.）扮演其中的一只异形，这只异形在电影的演员表中称为“网格”（"Grid"），指的是片中其头部的网格状伤口。

其他几位探险队成员由皮特·杰克、帕维尔·贝兹德克（Pavel Bezdek）、基兰·比弗（Kieran Bew）、卡斯腾·沃伊特（Carsten Voigt）、简·弗里朋斯基（Jan Filipensky）和艾德里安·保查特（Adrian Bouchet）扮演。

## 制作

### 起源
1990年上映的美国电影《铁血战士2》片尾可以看到铁血战士的太空船中陈列有一只异形的头骨来做为战利品，这一影射就来源于1989年的漫画书《异形大战铁血战士》，本片的创作理念也是来源于这部漫画。剧作家彼得·布里格斯（Peter Briggs）于1990至1991年原创了一个剧本，并在1991年成功将理念推荐给拥有电影系列版权的20世纪福克斯公司，不过该公司一直到2002年才开始推进这个项目。詹姆斯·德莫纳科和凯文·福克斯（Kevin Fox）共同执笔编写了一个剧本，但制片人约翰·戴维斯（John Davis）希望把故事的背景设在地球，因此没有接受。
由于整个系列的所有电影一共有6位制片人，其中有一些对一部电影包含这两种生物的构思存在担忧，因此戴维斯在获得版权许可的过程中困难重重。保罗·W·S·安德森向戴维斯引荐了这个自己已经努力8年之久的故事方案，并且展示了由兰迪·波温（Randy Bowen）创作的概念艺术。戴维斯对安德森的思路留下了深刻的印象，他觉得这个故事就像《大白鲨》一样，“就是能吸引你，它很吸引人。”安德森在完成《惡靈古堡2：啟示錄》的剧本后开始和肖恩·萨莱诺（Shane Salerno）一起编写本片的剧本，后者花了6个月的时间完成了拍摄脚本的开发，并且在整部电影制作期间都留在剧组对脚本进行调整。

### 故事与设定

由于受到艾利希·馮·丹尼肯的作品以及阿茲特克神話的影响，安德鲁在設定上让铁血战士乘太空船来到地球，并教导人类如何建造金字塔，他们也因此受到了神一般的待遇。

早期的报道声称电影的故事是人类试图用异形的蛋引诱铁血战士，但编剧实际上放弃了这个构思。安德森对艾利希·馮·丹尼肯的理论进行了研究，此人相信早期文明之所以能够建造出巨大而复杂的金字塔是因为得到了外星人的帮助，这个思路又来源于阿茲特克神話。安德森将这些构思编织到了《异形大战铁血战士》中，描述了这个铁血战士教会古人类建造金字塔，并每100年来一次地球猎杀异形做为成年仪式的概念。为了解释这些古文明为什么会“凭空消失”，安德森设想的解释是：当铁血战士被异形压倒就会启动自毁装置，形成的巨大爆炸将彻底毁滅周围相当距离内的一切生命。H·P·洛夫克拉夫特1931年的小说《瘋狂山脈》也给了电影很多灵感，《异形大战铁血战士》的漫画系列作品中也有多项元素用到了本片中。安德森起初的剧本中一共有5名铁血战士出现，但之后减少到了3个。
由于《异形大战铁血战士》是《铁血战士》系列电影的续集，也是《异形》系列电影的前传，所以安德森需要努力避免电影在情节上与两个系列出现自相矛盾的地方。他把其中故事的发生地方设置在偏远的南极布韦岛，并表示：“这里绝对是地球上环境最恶劣的地方，可能也是你能找到最接近外星球表面的地方。”安德森认为将电影的背景设置在像纽约市这样的城市环境中将破坏《异形》系列电影的连续性，因为这一系列作品的女主角艾伦·雷普莉（Ellen Ripley）起初完全不知道有这样一种生物存在。“你不能现在就让异形在城里瞎转悠，因为那会搞到人尽皆知。所以这部电影中不会有任何内容与之前的电影相冲突。”

### 演员

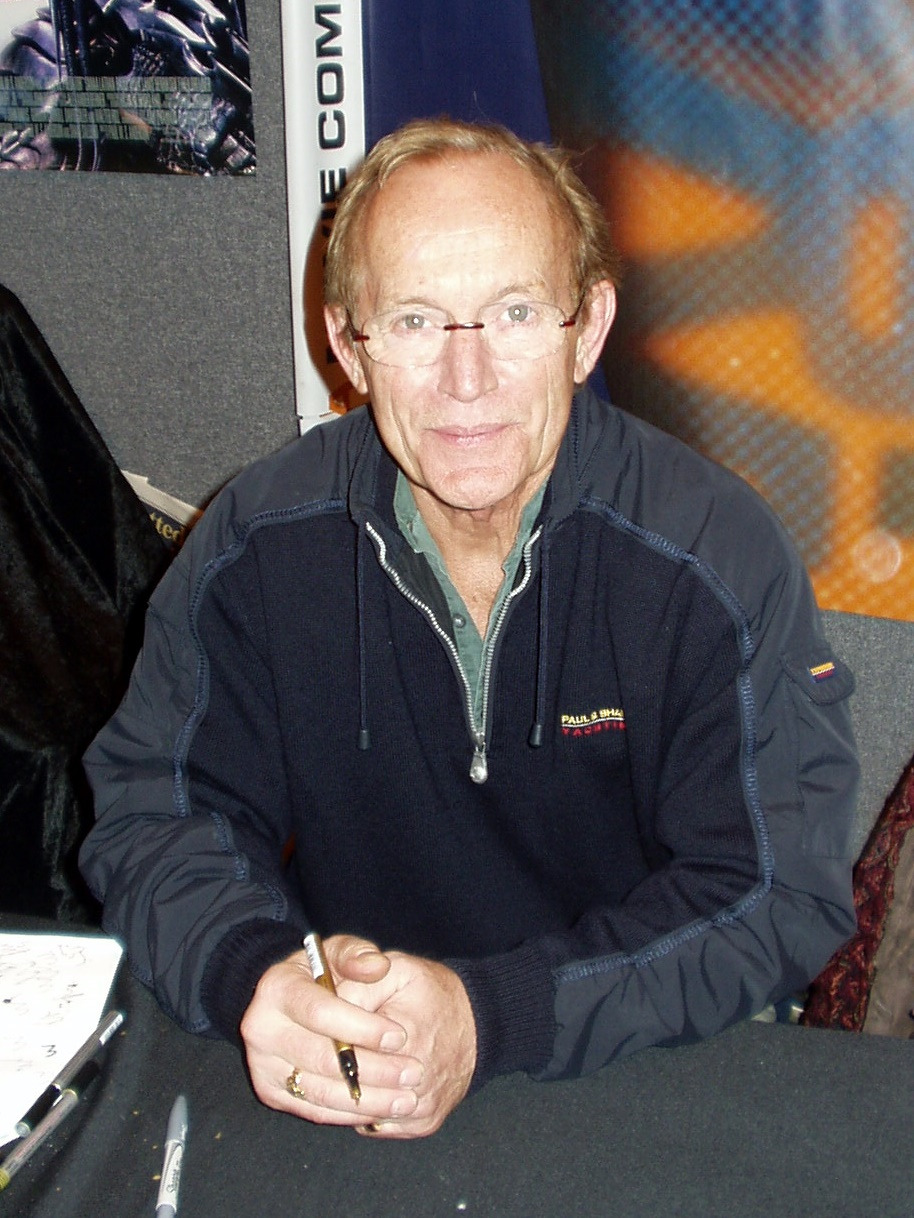
兰斯·亨利克森是本片中第一个被选中的演员，因为导演安德森希望与《异形》系列保持连续性。

兰斯·亨利克森曾在《异形2》和《异形3》中扮演主教一角，他因此成为本片第一位被选中的演员。虽然电影《异形》的故事发生在150年以后，但导演安德森打算在本片中保留一个熟面孔来保持与该系列电影的连续性。亨利克森在片中扮演的是亿万富翁查尔斯·畢夏普·韦兰德（畢夏普的英文“Bishop”就是主教的意思），该角色是韦兰德公司的老板。据安德森的说法，韦兰德因发现片中的金字塔而出名，所以后人为了纪念他，将《异形2》中开始出现的生化机器人按照他的形象来进行设计。“当这家公司在150年后制作‘主教’时，他们会根据创始人的形象来设计。这有点像要是微软公司100年后设计一个机器人，也会做成像比尔·盖茨一样。”
安德森选择了多位欧洲演员，其中包括意大利的雷欧·波瓦，苏格兰的艾文·布莱纳和英国的科林·萨蒙。制片人戴维斯说，“这是真正的国际风味，让电影变得更有个性。”数百名女演员参加了电影女主角亚历克萨·伍兹（Alexa Woods）一角的试镜，最后获选的是桑娜·莱瑟（Sanaa Lathan），她在获选一星期后就飞到了布拉格开始参加电影的拍摄。主创人员知道会有人将《异形》系列的女主角艾伦·雷普莉与这个角色相比较，他们不希望莱瑟成为雷普莉的复制品，因此决定在其中增加一些不同的元素但让两者相似的同时又有所区别。
安德森在接受一次采访时称，加利福尼亚州州长阿诺德·施瓦辛格表示如果在2003年的选举中失利，将会愿意在片中客串出镜，其角色正是他在《铁血战士》中扮演的阿兰·沙弗少校（Major Alan Schaeffer），不过拍摄需要在施瓦辛格的家中进行。雷普莉的女演员雪歌妮·薇佛表示自己不愿意出现在这部电影中，其中一个可能的原因是她“希望自己的角色在一开始的时候就死掉了”，而且觉得本片的理念“听起来糟透了”。

### 拍摄和布景设计
电影于2003年10月24日在捷克布拉格开拍，大部分镜头都是在这里摄制的。美術指導理查德·布里格兰德（Richard Bridgland）负责布景、道具和车辆，安德森之前对于各种物体的外观已经给出了一个大的方向，并且配合有概念艺术加以引导。剧组一共制作了25至30套实际尺寸大小的布景，其中大部分都是用来拍摄金字塔的内景。金字塔内的雕刻、雕塑和圣书体受到了古埃及、柬埔寨和阿茲特克文明的影响，而金字塔内的各个房间和墙壁经常移动变幻则是为了唤起与《异形》电影中相似的幽闭恐惧症。据安德森表示，如果把这些布景都在洛杉矶搭建，那么将需要耗费2000万美元，但在布拉格则只花了200万美元，考虑到电影的预算不足5000万美元，这一点就变得尤为重要。
为了增强电影的真实感，剧组制作了数米高的微缩模型。电影中废弃捕鲸站的模型是按实际大小制作的，一共使用了超过700袋雪砲，总重约15至20吨。电影中破冰船的微缩模型有4.5米长，上面还装有工作照明灯光和一个机械移动雷达，制作过程用时10星期，耗费约37000美元。视觉效果总监亚瑟·温杜斯（Arthur Windus）声称在拍摄过程中使用微缩模型是更可行的方案：“如果用电脑绘图，你将需要耗费大量的时间来调整，令其看上去比较真实。但用微缩模型，你拍了啥那就是个啥。”捕鲸站的一个25米长的微缩模型花了数月时间进行制作，这个模型可以拆散后重新组装，电影中的这个镜头只有6秒钟长，但仍然需要拍摄多次，因此这样的设计是很有帮助的。电影于2004年2月杀青。

### 特技效果
电影的视觉特效由公司负责制作，该公司之前制作了《异形3》和《异形4：浴火重生》的特效镜头。视觉效果总监亚瑟·温杜斯和J·强·布鲁诺（J. Jon Bruno）是这个一共包含400个特效镜头项目的负责人。ADI的创始人亚历克·吉里斯（Alec Gillis）、小汤姆·伍德鲁夫和公司的其他成员从2003年6月开始设计服装、微缩模型和特效。两种生物的重新设计花了5个月的时间，其中铁血战士手腕处的刀约有之前电影中的四倍长，并且还为“伤疤”制作了一个更大的机械等离子万象轮。
铁血战士面具的基本形状得到了保留，不过其中增加了一些技术上的细节，而且不同铁血战士的面具也不同，以便观众加以区分。这些面具是使用制作玻璃钢模具的粘土制成。表面经彩绘来给出一副饱经风霜的面孔，对此伍德鲁夫表示“铁血战士就是这样的”。ADI制作了一只液压驱动的假异形，与由演员穿上道具服装表演相比，这样可以更快地对其进行移动，并且给异形一种“细长且瘦骨嶙嶙”的外形。这个假异形需要有6个人来进行操作，其中3人负责头部和躯干，两人负责四肢，剩下的一人确保信号传送到了电脑上。假异形的活动会记录在电脑中，这样操作人员就可以根据导演安德森的需要反复地进行操作和调整。这个假异形一共用来拍摄了6组镜头，其中一个与铁血战士之间的打斗镜头花了一个月的时间才拍摄成功。
剧组试图尽可能少地使用电脑成像，安德森认为木偶和穿上道具服的人比电脑绘制的怪物更可怕，因为后者的真实感毕竟有所不及。约70%的特效镜头是使用道具服装、木偶和微缩模型制作的。异形皇后的拍摄使用了三种不同方式相结合：一个4.8米的实际大小模型，一个1.2米的木偶，以及一个电脑绘制的版本。实际大小的模型需要12名操作员，电脑绘制的主要是各异形的尾巴，因为这些很难用其它手段达成。安德森称赞了《异形》的导演雷利·史考特和《铁血战士》的导演約翰·麥提南，对他们一直到电影后半部分才显示出这些生物全貌来达成悬念的做法表示赞同，他也希望在本片中达成这一效果。“是啊，我们让你等了45分钟，但只要它出现，一直到电影结束都他妈太狠了。”

### 音乐
奥地利作曲家哈洛德·克卢瑟（Harald Kloser）获聘为《异形大战铁血战士》创作配乐，克卢瑟是在完成《明日之後》的谱曲工作后由安德森选中的。电影配乐主要是管弦乐，在伦敦进行录制，安德森表示：“这是一部吓人的电影，所以需要吓人而经典的音乐加以配合，与此同时电影中还有很多大动作，所以也需要适当管弦乐团的支持。”
电影配乐的唱片于2004年8月31日发行，所获评价褒贬不一。Allmusic的詹姆斯·克里斯托弗·蒙格（James Christopher Monger）认为作曲家对电子元素的把握很到位，称“《异形大战铁血战士》主题音乐是作曲家指挥棒上的一个特别突出而且连续不断的创作源泉”。不过，麦克·布伦南（Mike Brennan）认为其中“缺乏《铁血战士》和之前三部作品配乐的匠心，这些作品主题性的部分都有强烈的节奏感。克卢瑟使用的一些打击乐虽然很有意思，但这没有一个一致的动机，而更像是一种音响效果”。JoBlo.com网站的约翰·法隆（John Fallon）把配乐和电影的人物发展相比较，认为音乐给人留下的印象“过于普通”。

## 迴响

### 票房
《异形大战铁血战士》于2004年8月13日起在美国的3395家电影院上映，首周进账3820万美元，平均每家电影院收入11278美元，登上了票房榜冠军宝座，电影在美国上映共计入账8028万2231美元。其他国家方面，电影在日本获得1617万美元，英国收入933万美元，德国收入808万美元，共计9226万2423美元，这让电影的总票房成绩达到1亿7254万4654美元，是当时所有《异形》和《铁血战士》系列中世界票房成绩最好的作品，如果只考虑美国本土票房也仅次于1986年的《异形2》，计算通货膨胀则不及《异形》系列电影的前三集和第一集《铁血战士》。不过到了2012年，电影《普罗米修斯》的票房超过了所有《异形》和《铁血战士》系列作品，《异形大战铁血战士》的位置也相应下滑。

### 评价
影评人没能比一般观众提前看到《异形大战铁血战士》，他们到电影院看过后大部分都给出了较为负面的评价。根据烂蕃茄上收集的141篇专业评论文章，只有29篇给出了“新鲜”的正面评价，“新鲜度”为21%，平均得分4.1（最高10分），从Metacritic上收集的21篇评论文章来看，其中没有一篇给出好评，11篇给出差评，10篇褒贬不一，平均评分29（满分100）。对电影的批评主要集中在“呆若木鸡的对白”，“硬纸板般的角色”，PG-13的分级，打斗场面的“快节奏剪辑”和照明。不过电影的特技效果和布景设计获得了称赞。
Film Threat网站的瑞克·基森纳克（Rick Kisonak）称赞了本片，表示“从一个有关电影怪物的愚蠢大片角度上来看，《异形大战铁血战士》好得让人感到意外”。《奥兰多周刊》（Orlando Weekly）的伊恩·格雷觉得电影愚蠢透顶，但却显示出了导演安德森的用心。网站的斯塔奇·莱恩·威尔逊（Staci Layne Wilson）称本片看似有宏伟的布景和顶尖的生物效果，但和安德森以前的作品一样，空有门面而毫无基础。
大部分影评人都对电影给出了较为负面的评价。《芝加哥论坛报》的迈克尔·威尔明顿（Michael Wilmington）表示片中充满了“怪兽电影的陈词滥调，让你开始祈祷里面的演员快快死掉，让他们（和我们）都早些得到解脱”。《纽约每日新闻》的杰克·马修斯（Jack Mathews）声称“编剧兼导演保罗·W·S·安德森制作了自《地球战场》以来即便不是最烂，也是最黑暗的科幻片”。《达拉斯早间新闻》（Dallas Morning News）的加里·多维尔（Gary Dowell）称本片为“试图推动两个破败系列的一次不起任何作用的尝试”。《乡村之声》的艾德·霍尔特（Ed Halter）形容电影打斗场面的照明为：“一片黑暗中的黑色上再加上黑色”。《波士顿环球报》的泰·伯尔感觉电影的照明“把观众留在一片黑暗之中”。影片被提名2005年金酸莓奖最差重拍片或续集奖，不过其中的音乐也获得了一项BMI电影和电视奖。

### 《异形5》和续集
20世纪福克斯给予《异形大战铁血战士》拍摄许可前，《异形2》的编剧兼导演詹姆斯·卡梅隆一直在为第五部《异形》电影努力。《异形》的导演雷利·史考特曾与卡梅隆交流，表示“我认为这会很有意思，不过现在最重要的还是编出一个好故事”。2002年接受采访时史考特的一个故事理念是“回到异形一开始被发现的地方，并解释清楚它们是怎么创造出来的”，这一构思最终成了史考特2012推出的电影《普罗米修斯》。得知福克斯公司准备制作《异形大战铁血战士》后，卡梅隆相信该片会令这个系列的价值受到致命打击，于是中止了自己的创作。“在我看来，那就像《科学怪人大战狼人》，一个公司把自己的资产拿出来，让它们相互掐架”。不过看过《异形大战铁血战士》后，卡梅隆认为该片“事实上还不错。我觉得5部《异形》电影裏这部能排第三。我还算喜欢。事实上，我还真挺喜欢的。”雷利·史考特与卡梅隆恰恰相反，他对《异形大战铁血战士》没有任何兴趣。2012年5月有人问及是否看过这部电影时，他笑道，“没。我不可能会看的。我可没法走出那么大的一步。”
2007年12月25日，本片的续集《异形大战铁血战士2》上映，由斯特拉斯兄弟执导，故事情节延续《异形大战铁血战士》。该片所获得的评价也以负面为主，但商业上还算成功，全球票房近1.3亿美元。

## 家用媒体发行
《异形大战铁血战士》于2005年1月25日在北美發行了DVD，其中包含两条评论音轨，第一条由保罗·W·S·安德森、桑娜·莱瑟和兰斯·亨利克森解说，第二条由视觉效果总监J·强·布鲁诺、ADI公司的亚历克·吉里斯和小汤姆·伍德鲁夫解说。此外还包括一段25分钟的幕后花絮，电影中的三段删除场景以及黑马漫画的《异形大战铁血战士》漫画封面画廊。这张DVD一经发行就成为北美DVD销售榜和录像带出租榜冠军。
2005年3月7日，电影发行了双碟“至尊版”DVD，其中包括电影从立意、前期制作、拍摄、后期制作及发牌过程中的幕后花絮。2005年11月22日发行的“未分级版”除了包含“至尊版”的花絮外，还增加了约8分钟的电影内容。约翰·J·普西罗（John J. Puccio）指出这8分钟的镜头包括几个血腥镜头，以及少许有助于理解整个故事线索的内容，但都没有多少。
2006年，电影在家用媒体方面入围两项關鍵藝術獎（Key Art Awards）。